# Faustini (cratère)
Pour les articles homonymes, voir Faustini.
Faustini est un cratère lunaire situé près du pôle sud, et localisé près des cratères Admundsen, Shackleton et Shoemaker. À cette latitude, la lumière solaire n'arrive que de façon rasante, et il est ainsi presque perpétuellement plongé dans l'obscurité. Peu de détails sont discernables depuis le sol terrestre, en raison de la portée des ombres et sa morphologie n'est précise que par les sondes spatiales placées en orbite lunaire. La sonde Lunar Prospector a découvert une concentration d'hydrogène dans ce lieu avec son spectromètre.
En 1994, l'union astronomique internationale a donné le nom du géographe et cartographe italien Arnaldo Faustini.